# Liste des routes d'État au Michigan
Le réseau de routes d'État du Michigan est entretenu par le Michigan Department of Transportation et les routes portent le préfixe "M-" dans leur numérotation.

## Liste des routes d'État
| Numéro | Longueur (mi) | Longueur (km) | Terminus sud / ouest                                       | Terminus nord / est                                                                  | Créée | Notes                                                          |
| ------ | ------------- | ------------- | ---------------------------------------------------------- | ------------------------------------------------------------------------------------ | ----- | -------------------------------------------------------------- |
| M-1    | 21,49         | 34,58         | Adams Avenue à Détroit                                     | BL I-75 / US 24 Bus. à Pontiac                                                       | 1970  |                                                                |
| M-3    | 26,69         | 42,95         | Randolph Street / Broadway Street à Détroit                | I-94 / M-29 à Chesterfield Township                                                  | 1973  |                                                                |
| M-5    | 27,89         | 44,89         | Pontiac Trail à Commerce Township                          | Cass Avenue à Détroit                                                                | 1977  |                                                                |
| M-6    | 19,70         | 31,70         | I-196 près de Hudsonville                                  | I-96 près de Cascade                                                                 | 2001  |                                                                |
| M-8    | 5,49          | 8,84          | I-96 à Détroit                                             | Conant Avenue près de Hamtramck                                                      | 1993  |                                                                |
| M-10   | 22,88         | 36,82         | M-3 / BS I-375 à Détroit                                   | Orchard Lake Road à West Bloomfield                                                  | 1986  |                                                                |
| M-11   | 20,84         | 33,54         | I-96 à Marne                                               | I-96 à Cascade                                                                       | 1961  |                                                                |
| M-13   | 73,34         | 118,03        | I-69 à Lennon                                              | US 23 à Standish                                                                     | 1932  |                                                                |
| M-14   | 22,25         | 35,81         | I-94 près d'Ann Arbor                                      | I-96 / I-275 à Livonia                                                               | 1956  |                                                                |
| M-15   | 73,66         | 118,55        | US 24 à Clarkston                                          | M-25 à Bay City                                                                      | 1926  |                                                                |
| M-17   | 6.390         | 10.284        | US 23 / BL I-94 à Ann Arbor                                | US 12 à Ypsilanti                                                                    | 1919  |                                                                |
| M-18   | 77,53         | 124,77        | US 10 près de North Bradley                                | M-72 / F-97 près de Luzerne                                                          | 1919  |                                                                |
| M-19   | 85,63         | 137,80        | I-94 près de New Haven                                     | M-142 près de Bad Axe                                                                | 1919  |                                                                |
| M-20   | 132,44        | 213,13        | US 31 à New Era                                            | US 10 à Midland                                                                      | 1926  |                                                                |
| M-21   | 99,32         | 159,84        | M-37 / M-44 à Grand Rapids                                 | I-475 à Flint                                                                        | 1919  |                                                                |
| M-22   | 116,65        | 187,73        | US 31 près de Manistee                                     | US 31 / M-37 / M-72 à Traverse City                                                  | 1919  |                                                                |
| M-24   | 75,69         | 121,81        | I-75 à Auburn Hills                                        | M-25 à Unionville                                                                    | 1926  |                                                                |
| M-25   | 147,64        | 237,60        | BL I-69 / BL I-94 à Port Huron                             | I-75 / US 23 / US 10 à Bay City                                                      | 1933  |                                                                |
| M-26   | 96,36         | 155,07        | US 45 à Rockland                                           | US 41 à Copper Harbor                                                                | 1919  |                                                                |
| M-27   | 16,76         | 26,98         | I-75 près d'Indian River                                   | US 23 / C-66 à Cheboygan                                                             | 1961  |                                                                |
| M-28   | 290,37        | 467,31        | US 2 à Wakefield                                           | M-129 à Dafter Township                                                              | 1919  | Plus longue route d'état                                       |
| M-29   | 41,63         | 67,00         | I-94 / M-3 à Chesterfield Township                         | BL I-94 à Marysville                                                                 | 1926  |                                                                |
| M-30   | 65,47         | 105,36        | US 10 à Sanford                                            | BL I-75 / M-55 à West Branch                                                         | 1919  |                                                                |
| M-32   | 100,00        | 160,94        | M-66 à East Jordan                                         | US 23 à Alpena                                                                       | 1919  |                                                                |
| M-33   | 121,86        | 196,11        | I-75 à Alger                                               | M-27 près de Cheboygan                                                               | 1919  |                                                                |
| M-34   | 28,94         | 46,57         | M-99 près d'Osseo                                          | US 223 à Adrian                                                                      | 1919  |                                                                |
| M-35   | 128,39        | 206,62        | US 41 à Menominee                                          | US 41 / M-28 à Negaunee Township                                                     | 1919  |                                                                |
| M-36   | 43,30         | 69,68         | US 127 à Mason                                             | US 23 à Whitmore Lake                                                                | 1930  |                                                                |
| M-37   | 221,89        | 357,10        | I-94 à Battle Creek                                        | Cul-de-sac à Old Mission Point                                                       | 1919  |                                                                |
| M-38   | 42,23         | 67,96         | US 45 / M-64 à Ontonagon                                   | US 41 à Baraga                                                                       | 1968  |                                                                |
| M-39   | 17,01         | 27,37         | Lafayette Boulevard à Lincoln Park                         | M-10 à Southfield                                                                    | 1959  |                                                                |
| M-40   | 74,27         | 119,52        | Union                                                      | Holland                                                                              | 1919  |                                                                |
| M-42   | 10,34         | 16,64         | US 131 à Manton                                            | M-66 près de Lake City                                                               | 1919  |                                                                |
| M-43   | 136,72        | 220,03        | BL I-196 à South Haven                                     | I-96 à Webberville                                                                   | 1919  |                                                                |
| M-44   | 37,46         | 60,29         | M-11 / M-37 à Kentwood                                     | M-66 près d'Ionia                                                                    | 1919  |                                                                |
| M-45   | 24,43         | 39,32         | US 31 à Agnew                                              | I-196 à Grand Rapids                                                                 | 1964  |                                                                |
| M-46   | 199,19        | 320,57        | Muskegon Avenue à Muskegon                                 | M-25 à Port Sanilac                                                                  | 1919  |                                                                |
| M-47   | 14,33         | 23,06         | M-46 près de Shields                                       | US 10 près de Midland                                                                | 1919  |                                                                |
| M-48   | 43,72         | 70,37         | I-75 à Rudyard                                             | M-134 à DeTour Village                                                               | 1919  |                                                                |
| M-49   | 25,48         | 41,01         | SR 49 à la frontière de l'Ohio près de Camden              | M-99 à Litchfield                                                                    | 1930  |                                                                |
| M-50   | 138,07        | 222,21        | I-96 près de Lowell                                        | US 24 à Monroe                                                                       | 1919  |                                                                |
| M-51   | 40,41         | 65,03         | SR 933 à la frontière de l'Indiana à Niles                 | I-94 près de Paw Paw                                                                 | 1971  |                                                                |
| M-52   | 127,30        | 204,87        | SR 109 à la frontière de l'Ohio près de Jasper             | M-46 près de Saginaw                                                                 | 1919  |                                                                |
| M-53   | 120,98        | 194,70        | M-3 à Détroit                                              | M-25 à Port Austin                                                                   | 1919  |                                                                |
| M-54   | 30,28         | 48,72         | I-75 à Grand Blanc                                         | I-75 / US 23 à Birch Run                                                             | 1962  |                                                                |
| M-55   | 150,94        | 242,92        | US 31 à Manistee                                           | US 23 à Tawas City                                                                   | 1919  |                                                                |
| M-57   | 105,38        | 169,59        | US 131 près de Rockford                                    | M-15 près d'Otisville                                                                | 1930  |                                                                |
| M-58   | 5,11          | 8,22          | M-47 près de Shields                                       | I-675 à Saginaw                                                                      | 1971  |                                                                |
| M-59   | 60,51         | 97,39         | I-96 près de Howell                                        | I-94 près de Mount Clemens                                                           | 1919  |                                                                |
| M-60   | 104,22        | 167,73        | US 12 près de Niles                                        | I-94 près de Jackson                                                                 | 1919  |                                                                |
| M-61   | 62,28         | 100,22        | M-115 près de Marion                                       | US 23 à Standish                                                                     | 1919  |                                                                |
| M-62   | 28,33         | 45,59         | SR 23 à la frontière de l'Indiana près d'Edwardsburg       | M-140 près d'Eau Claire                                                              | 1924  |                                                                |
| M-63   | 16,14         | 25,98         | M-139 près de Scottdale                                    | I-196 / US 31 près de Lake Michigan Beach                                            | 1986  |                                                                |
| M-64   | 63,77         | 102,62        | CTH-B à la frontière du Wisconsin près de Marenisco        | US 45 / M-38 à Ontonagon                                                             | 1930  |                                                                |
| M-65   | 103,18        | 166,05        | US 23 près d'Omer                                          | US 23 près de Rogers City                                                            | 1930  |                                                                |
| M-66   | 266,40        | 428,73        | SR 9 près de Sturgis                                       | US 31 à Charlevoix                                                                   | 1919  |                                                                |
| M-67   | 12,04         | 19,38         | US 41 à Trenary                                            | M-94 à Chatham                                                                       | 1919  |                                                                |
| M-68   | 53,39         | 85,92         | US 31 à Alanson                                            | US 23 à Rogers City                                                                  | 1936  |                                                                |
| M-69   | 65,26         | 105,03        | US 2 / US 141 à Crystal Falls                              | US 2 / US 41 près de Bark River                                                      | 1926  |                                                                |
| M-71   | 10,53         | 16,95         | M-21 à Owosso                                              | I-69 à Durand                                                                        | 1919  |                                                                |
| M-72   | 156,55        | 251,95        | M-22 à Empire                                              | US 23 à Harrisville                                                                  | 1919  |                                                                |
| M-73   | 8,17          | 13,15         | STH-55 près d'Iron River                                   | US 2 près d'Iron River                                                               | 1919  |                                                                |
| M-75   | 11,77         | 18,94         | US 131 à Boyne Falls                                       | US 131 à Walloon Lake                                                                | 1927  |                                                                |
| M-77   | 42,61         | 68,56         | US 2 à Blaney Park                                         | H-58 à Grand Marais                                                                  | 1919  |                                                                |
| M-78   | 10,74         | 17,29         | M-66 près de Battle Creek                                  | I-69 près d'Olivet                                                                   | 1919  |                                                                |
| M-79   | 24,89         | 40,06         | M-37 près de Hastings                                      | BL I-69 / M-50 à Charlotte                                                           | 1919  |                                                                |
| M-80   | 7,92          | 12,74         | I-75 / H-63 près de Kinross                                | M-129 près de Kincheloe                                                              | 1994  |                                                                |
| M-81   | 45,64         | 73,44         | M-13 à Saginaw                                             | M-53 près de Cass City                                                               | 1919  |                                                                |
| M-82   | 31,49         | 50,68         | M-120 près de Fremont                                      | US 131 près de Howard City                                                           | 1926  |                                                                |
| M-83   | 14,67         | 23,61         | I-75 / US 23 à Birch Run                                   | M-15 près de Richville                                                               | 1929  |                                                                |
| M-84   | 14,71         | 23,67         | M-58 à Saginaw                                             | M-25 à Bay City                                                                      | 1960  |                                                                |
| M-85   | 21,88         | 35,22         | I-75 près de Rockwood                                      | Griswold Street à Détroit                                                            | 1956  |                                                                |
| M-86   | 34,06         | 54,81         | Bus. US 131 / M-60 à Three Rivers                          | US 12 près de Coldwater                                                              | 1940  |                                                                |
| M-88   | 26,22         | 42,19         | US 31 à Eastport                                           | US 131 / C-38 à Mancelona                                                            | 1919  |                                                                |
| M-89   | 61,15         | 98,42         | I-196 / US 31 près de Ganges                               | BL I-94 à Battle Creek                                                               | 1919  |                                                                |
| M-90   | 44.178        | 71.098        | M-24 près de North Branch                                  | M-25 à Lexington                                                                     | 1927  |                                                                |
| M-91   | 24.464        | 39.371        | M-44 près de Belding                                       | M-46 à Lakeview                                                                      | 1942  |                                                                |
| M-93   | 11.810        | 19.006        | Camp Grayling                                              | Parc d'état de Hartwick Pines                                                        | 1919  |                                                                |
| M-94   | 86.983        | 139.986       | M-553 près de K.I. Sawyer                                  | US 2 à Manistique                                                                    | 1927  |                                                                |
| M-95   | 55.162        | 88.775        | CTH-N à la frontière du Wisconsin à Kingsford              | US 41 / M-28 à Humboldt Township                                                     | 1934  |                                                                |
| M-96   | 33.379        | 53.718        | BS I-94 à Kalamazoo                                        | BL I-94 à Marshall                                                                   | 1926  |                                                                |
| M-97   | 17.169        | 27.631        | M-3 à Détroit                                              | M-59 près de Mount Clemens                                                           | 1929  |                                                                |
| M-99   | 86.058        | 138.497       | SR 15 à la frontière de l'Ohio près de Pioneer, OH         | I-496 / Capitol Loop à Lansing                                                       | 1940  |                                                                |
| M-100  | 12,46         | 20,05         | I-69 près de Potterville                                   | I-96 près de Grand Ledge                                                             | 1927  |                                                                |
| M-101  | 1,22          | 1,96          | Millersburg                                                | US 23 près de Millersburg                                                            | —     |                                                                |
| M-102  | 20,80         | 33,48         | M-5 aux limites entre Livonia et Farmington Hills          | I-94 à Harper Woods                                                                  | 1928  | 8 Mile Road                                                    |
| M-103  | 3,06          | 4,92          | SR 15 à la frontière de l'Indiana près de Mottville        | US 12 à Mottville                                                                    | 1960  | A remplacé un segment de la US 131                             |
| M-104  | 7,68          | 12,36         | US 31 à Ferrysburg                                         | I-96 près de Nunica                                                                  | 1940  | A remplacé un segment de la US 16                              |
| M-106  | 27,04         | 43,52         | BL I-94 / US 127 Bus. / M-50 à Jackson                     | M-36 près de Gregory                                                                 | 1928  |                                                                |
| M-109  | 6,83          | 10,99         | M-22 près d'Empire                                         | M-22 à Glen Arbor                                                                    | 1929  |                                                                |
| M-113  | 16,57         | 26,67         | M-37 près de Hannah                                        | US 131 à Walton Junction                                                             | 1927  |                                                                |
| M-115  | 96,43         | 155,19        | US 10 Bus. / US 127 Bus. à Clare                           | M-22 à Frankfort                                                                     | 1929  |                                                                |
| M-116  | 7,02          | 11,29         | US 10 à Ludington                                          | Parc d'état de Ludington                                                             | 1928  |                                                                |
| M-117  | 14,48         | 23,30         | US 2 à Engadine                                            | M-28 près de Newberry                                                                | 1941  |                                                                |
| M-119  | 27,55         | 44,33         | US 31 près de Bay View                                     | C-66 / C-77 à Cross Village                                                          | 1979  |                                                                |
| M-120  | 27.901        | 44.902        | Bus. US 31 in Muskegon                                     | M-20 in Hesperia                                                                     | 1969  |                                                                |
| M-121  | 12.763        | 20.540        | Main Street in Zeeland                                     | I-196 in Grandville                                                                  | 2007  |                                                                |
| M-123  | 96,07         | 154,61        | I-75 près de Saint- Ignace                                 | M-28 près de Newberry                                                                | 1936  |                                                                |
| M-124  | 7,73          | 12,44         | M-50 à Brooklyn                                            | US 12 à Springville                                                                  | 1929  |                                                                |
| M-125  | 19,48         | 31,35         | Detroit Avenue à la frontière de l'Ohio près de Toledo, OH | US 24 près de Monroe                                                                 | 1974  | Ancien tracé de la US 25                                       |
| M-129  | 33,22         | 53,47         | M-134 à Cedarville                                         | BS I-75 à Sault Sainte-Marie                                                         | 1939  |                                                                |
| M-134  | 50,23         | 80,84         | I-75 près de Saint- Ignace                                 | Drummond                                                                             | 1939  | Inclut le Drummond Island Ferry qui traverse le DeTour Passage |
| M-136  | 17,03         | 27,41         | M-19 à Brockway                                            | M-25 à Port Huron                                                                    | 1931  |                                                                |
| M-138  | 20,14         | 32,41         | M-15 près de Munger                                        | M-24 près d'Akron                                                                    | 1931  |                                                                |
| M-139  | 26,49         | 42,63         | US 12 près de Niles                                        | BL I-94 à Benton Harbor                                                              | 1931  |                                                                |
| M-140  | 37,21         | 59,88         | M-139 près de Niles                                        | I-196 / US 31 près de South Haven                                                    | 1931  |                                                                |
| M-142  | 39,19         | 63,06         | M-25 à Bay Port                                            | M-25 à Harbor Beach                                                                  | 1939  |                                                                |
| M-143  | 0,94          | 1,51          | Limites entre Lansing et East Lansing                      | M-43 à East Lansing                                                                  | 1962  |                                                                |
| M-149  | 10,61         | 17,07         | US 2 près de Thompson                                      | Parc d'état de Palms Book                                                            | 1930  |                                                                |
| M-150  | 4,77          | 7,67          | M-59 à Rochester Hills                                     | Tienken Road à Rochester                                                             | 1930  |                                                                |
| M-152  | 7,70          | 12,39         | Sister Lakes                                               | M-51 près de Dowagiac                                                                | 1933  |                                                                |
| M-153  | 25.127        | 40.438        | M-14 près de Dixboro                                       | I-94 / US 12 à Détroit                                                               | 1930  |                                                                |
| M-154  | 6,13          | 9,86          | Green Road à Sans Souci                                    | Quai de traversier à Sans Souci                                                      | 1931  | Située sur Harsens Island                                      |
| M-155  | 3,42          | 5,50          | Hôpital d'état Howell                                      | BL I-96 à Howell                                                                     | 1931  |                                                                |
| M-156  | 10,67         | 17,16         | SR 108 à la frontière de l'Ohio près de Morenci            | M-34 à Clayton                                                                       | 1931  |                                                                |
| M-157  | 1,19          | 1,92          | M-55 près de Prudenville                                   | M-18 près de Prudenville                                                             | 1932  |                                                                |
| M-179  | 16,96         | 27,30         | US 131 près de Bradley                                     | M-37 / M-43 près de Hastings                                                         | 1998  |                                                                |
| M-183  | 16,38         | 26,36         | Parc d'état Fayette                                        | US 2 à Garden Corners                                                                | 1985  |                                                                |
| M-185  | 8,00          | 12,88         | Boucle autour de Mackinac Island                           | Boucle autour de Mackinac Island                                                     | 1933  | Seule route d'état interdite aux véhicules des États-Unis      |
| M-186  | 2,49          | 4,01          | M-113 près de Kingsley                                     | US 131 à Fife Lake                                                                   | 1940  |                                                                |
| M-188  | 4,56          | 7,34          | M-50 / M-99 à Eaton Rapids                                 | VFW National Home for Children                                                       | 1932  |                                                                |
| M-189  | 7,79          | 12,53         | STH-139 à la frontière du Wisconsin près d'Iron River      | US 2 à Iron River                                                                    | 1932  |                                                                |
| M-199  | 4,03          | 6,49          | I-94 près d'Albion                                         | BL I-94 à Albion                                                                     | 1998  |                                                                |
| M-201  | 1,47          | 2,36          | M-22 à Northport                                           | CR 640 près de Northport                                                             | 1949  |                                                                |
| M-203  | 17,94         | 28,88         | US 41 à Hancock                                            | US 41 / M-26 à Calumet                                                               | 1933  |                                                                |
| M-204  | 7,22          | 11,62         | M-22 près de Leland                                        | M-22 à Suttons Bay                                                                   | 1933  |                                                                |
| M-211  | 5,15          | 8,28          | M-68 à Onaway                                              | Parc d'état d'Onaway                                                                 | 1934  |                                                                |
| M-212  | 0,73          | 1,18          | Parc d'état d'Aloha                                        | M-33 près d'Aloha                                                                    | 1937  |                                                                |
| M-216  | 9,38          | 15,09         | M-40 à Marcellus                                           | US 131 près de Moorepark                                                             | 1935  |                                                                |
| M-217  | 1,65          | 2,66          | CR 17 à la frontière de l'Indiana près d'Elkhart, IN       | US 12 près d'Union                                                                   | 2002  |                                                                |
| M-221  | 2,55          | 4,10          | M-28 près de Brimley                                       | Lakeshore Drive à Brimley                                                            | 1945  |                                                                |
| M-222  | 10,25         | 16,49         | M-40 / M-89 à Allegan                                      | US 131 près de Martin                                                                | 1988  |                                                                |
| M-227  | 6,83          | 11,00         | I-69 près de Marshall                                      | BL I-94 à Marshall                                                                   | 1998  | Faisait partie de la US 27                                     |
| M-231  | 7,00          | 11,27         | M-45 près de Robinson                                      | I-96 / M-104 près de Nunica                                                          | 2015  |                                                                |
| M-239  | 1,14          | 1,83          | SR 39 à la frontière de l'Indiana près de New Buffalo      | I-94 près de New Buffalo                                                             | 1963  |                                                                |
| M-247  | 3,04          | 4,89          | M-13 à Bay City                                            | Parc d'état de Bay City                                                              | 1961  |                                                                |
| M-294  | 1,54          | 2,47          | I-94 près de Battle Creek                                  | M-96 près de Battle Creek                                                            | 1998  |                                                                |
| M-311  | 13,60         | 21,89         | M-60 à Burlington                                          | I-94 / M-96 près de Battle Creek                                                     | 1998  |                                                                |
| M-343  | 7,93          | 12,76         | Riverview Drive à Kalamazoo                                | M-43 / M-89 à Richland                                                               | 2019  |                                                                |
| M-553  | 19.618        | 31.572        | M-35 near Gwinn                                            | US 41/M-28 in Marquette                                                              | 1998  |                                                                |
| M-700  | 5,55          | 8,92          | East Grand Boulevard / East Jefferson Avenue à Détroit     | M-712 (Riverbank Drive) / M-708 (Inselruhe Avenue) dans le Parc d'état de Belle Isle | 2014  | Non-indiquée                                                   |
| M-701  | 1,94          | 3,12          | M-704 (Casino Way) près du Casino de Belle Isle            | M-700 (Lakeside Drive) dans le Parc d'état de Belle Isle                             | 2014  | Non-indiquée                                                   |
| M-702  | 0,29          | 0,46          | M-700 (The Strand) dans le Parc d'état de Belle Isle       | M-700 (Sunset Drive)                                                                 | 2014  | Non-indiquée                                                   |
| M-703  | 0,13          | 0,20          | M-702 (Fountain Circle) dans le Parc d'état de Belle Isle  | M-704 (Casino Way)                                                                   | 2014  | Non-indiquée                                                   |
| M-704  | 0,42          | 0,68          | M-700 (The Strand) dans le Parc d'état de Belle Isle       | M-700 (Sunset Drive)                                                                 | 2014  | Non-indiquée                                                   |
| M-705  | 1,29          | 2,08          | M-701 (Central Avenue) dans le Parc d'état de Belle Isle   | M-700 (The Strand)                                                                   | 2014  | Non-indiquée                                                   |
| M-706  | 0,13          | 0,21          | M-700 (The Strand) dans le Parc d'état de Belle Isle       | M-705 (Loiter Way)                                                                   | 2014  | Non-indiquée                                                   |
| M-707  | 0,35          | 0,57          | M-705 (Loiter Way) dans le Parc d'état de Belle Isle       | M-712 (Riverbank Drive)                                                              | 2014  | Non-indiquée                                                   |
| M-708  | 0,40          | 0,65          | M-700 (The Strand) dans le Parc d'état de Belle Isle       | M-700 / M-712 (Riverbank Drive)                                                      | 2014  | Non-indiquée                                                   |
| M-709  | 0,86          | 1,39          | M-700 (Riverbank Drive) dans le Parc d'état de Belle Isle  | M-700 (Riverbank Drive)                                                              | 2014  | Non-indiquée                                                   |
| M-710  | 0,63          | 1,02          | M-700 (The Strand) dans le Parc d'état de Belle Isle       | M-700 (Lakeside Street)                                                              | 2014  | Non-indiquée                                                   |
| M-711  | 0,05          | 0,09          | M-701 (Central Avenue) dans le Parc d'état de Belle Isle   | M-700 (Riverbank Drive)                                                              | 2014  | Non-indiquée                                                   |
| M-712  | 0,51          | 0,83          | M-700 (Sunset Drive) dans le Parc d'état de Belle Isle     | M-700 (Riverbank Drive) / M-708 (Inselruhe Avenue)                                   | 2014  | Non-indiquée                                                   |
|        |               |               |                                                            |                                                                                      |       |                                                                |